# Giulio Cesare Montagna
Giulio Cesare Montagna (* 4. August 1874 in Rom; † 20. Dezember 1953 in Neapel) war  ein italienischer Diplomat.

## Leben
Giulio Cesare Montagna war der Sohn von Paola Galluppi und Francesco Montagna einem Industrieunternehmer.
Er heiratete Maria Logothetti die Tochter von Hugo II. Logothetti.
Giulio Cesare Montagna studierte Rechtswissenschaft und wurde zum Doktor der Rechte promoviert.
1904 war er Botschaftssekretär an der italienischen Botschaft in Mexiko.
Von Oktober bis November 1909 nach der Semana Trágica war er als Botschaftssekretär in Abwesenheit von Giulio Silvestrelli, Geschäftsträger in Madrid.
Vom 17. April 1910 bis 13. Juli 1914 war er italienischer Konsul und Geschäftsträger in Teheran.
Ab 13. Juli 1914 war er Gesandter in Christiania.
Er war technischer Delegierter auf der Pariser Friedenskonferenz 1919.
Von 1919 bis 1924 war er Ministre plénipotentiaire in Athen.
In seine Amtszeit als Gesandter bei der griechischen Regierung fiel der Korfu-Zwischenfall.
Am 27. August 1923 war General Enrico Tellini mit einer interalliierten Kommission zur Erkundung der albanisch-griechischen Grenze ermordet worden.
Am 28. August telegrafierte Montagna mit Benito Mussolini, es wurde „sofortige und vorbildliche Bestrafung“ für diejenigen gefordert, die am Vortag ein „barbarisches Massaker“ begangen hatten. Die griechische Regierung machte Banditen für den Mord verantwortlich, Montagna dagegen bezichtigte die griechische Regierung hinter dem Mord zu stehen. Mussolini befahl am 29. August der italienischen Flotte, die Insel Korfu zu besetzen, es sei denn, die Griechen akzeptierten innerhalb von 20 Stunden harsche Forderungen. Es handelte sich dabei um erniedrigende Forderungen wie die Teilnahme der griechischen Regierung an einer feierlichen Zeremonie in der römisch-katholischen Kathedrale in Athen, wo das gesamte griechische Regierungskabinett die italienische Flagge öffentlich ehren sollte, sowie die Zahlung einer Entschädigung von 50 Millionen Lire. Die griechisch Regierung gab sich gesprächsbereit jedoch am 3. August 1923 landeten italienische Truppen auf Korfu. Die Bewohner der Insel waren einige Minuten vorher ohne Vorwarnung bombardiert worden.
Er war Delegierter zu den Konferenzen 1912, 1916 und 1922 bis 1923 auf Schloss Ouchy, die zum Vertrag von Lausanne führten.
1924/25 war Montagna Gesandter in Konstantinopel (Türkei). Von 1925 bis 1927 war er Gesandter in Rio de Janeiro, wo zu seinen Mitarbeitern Vizekonsul Galeazzo Ciano gehörte.
Am 24. April 1939 nahm ihn Viktor Emanuel III. in seinen Senato del Regno d’Italia auf.